# Todraž
Todraž – wieś w Słowenii, w gminie Gorenja vas-Poljane. W 2018 roku liczyła 19 mieszkańców.